# Findlay, Illinois
Findlay là một làng thuộc quận Shelby, tiểu bang Illinois, Hoa Kỳ. Năm 2010, dân số của làng này là 683 người.

## Dân số
Dân số qua các năm:
- Năm 2000: 723 người.
- Năm 2010: 683 người.